# Ocenebra brevirobusta
Espèce
Synonymes
- Ocenebra brevirostra (sic)[2]

Ocenebra brevirobusta est une espèce de mollusques gastéropodes marin de la famille des Muricidae.

## Systématique
Ocenebra brevirobusta est décrite en 2000 par Roland Houart (d). L'auteur indique qu'il est fréquemment confondu avec Ocenebra erinaceus, à qui il est apparenté, les deux espèces n'étant peut-être pas encore tout à fait séparées. Il serait par ailleurs parfois désigné sous le nom de Ocenebra torosa.

## Répartition
Ocenebra brevirobusta se trouve sur la côte atlantique du Maroc, parfois en concurrence avec Ocenebra erinaceus.

## Description
Dans sa description, l'auteur indique que les plus grands spécimens auraient une coquille mesurant jusqu'à 42 mm.

## Étymologie
Son nom spécifique vient du latin brevis, « court », et robusta, « fort ».

## Publication originale
- (en) Roland Houart, « New species of Muricidae (Gastropoda) from the northeastern Atlantic and the Mediterranean Sea », Zoosystema, Paris, Muséum national d'histoire naturelle, vol. 22, no 3,‎ 2000, p. 459-469 (ISSN 1280-9551 et 1638-9387, OCLC 263656142, BNF 34546864, lire en ligne).